# Шампейн-Касл
Шампейн-Касл (англ. Champagne Castle) — гора в провинции Квазулу-Натал на востоке ЮАР в центральном хребте Драконовых гор. Вторая по высоте вершина в Южной Африке (3377 м). Гора включает несколько сопутствующих вершин, среди которых Кэткин-Пик (3149 м), Стеркхорн (ранее гора Памяти), Монкс-Каул («Ряса монаха») и Дрэгонс-Бэк («Спина дракона»).

## Названия
По легенде, когда два отважных альпиниста, Дэвид Грей и майор Грэнтэм, поднялись на вершину прямо перед Кэткин-Пик, они собрались отпраздновать свой долгий путь, выпив бутылку шампанского. Но волею судьбы гид уронил бутылку на камни — в этот момент был окрещён «Замок Шампанского» в самом сердце Драконовых гор.
Кэткин-Пик был назван в честь резиденции шотландского иммигранта из Ланаркшира Стефана Снаймана, который назвал свой дом в честь холмов к юго-востоку от Глазго Кэткин-Брейс (Cathkin Braes).

## Восхождение

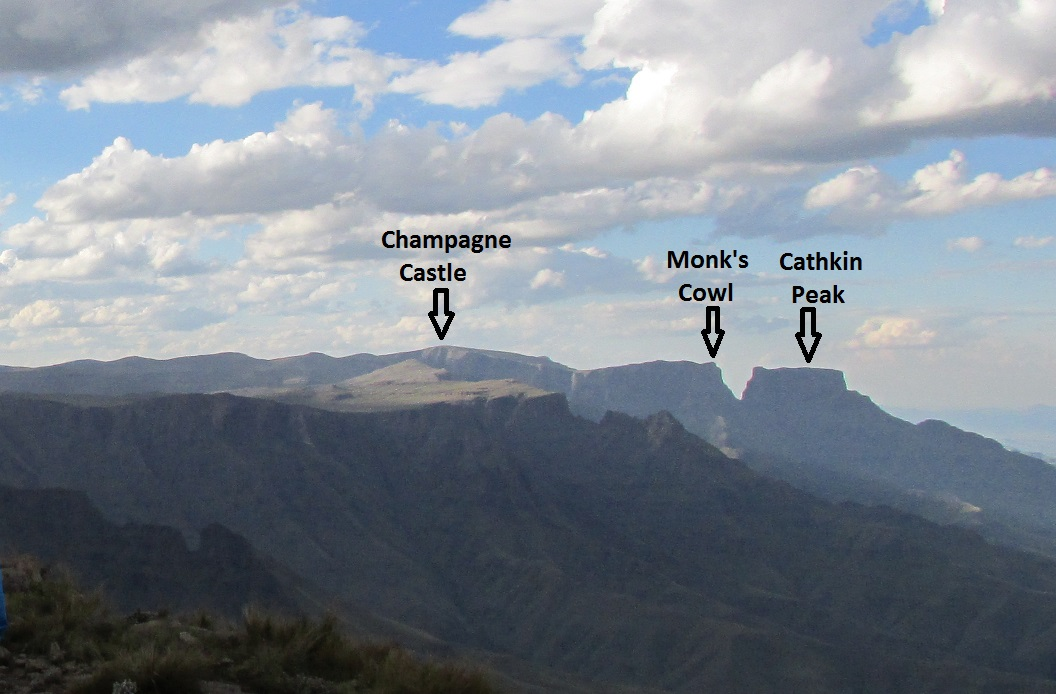
Вид на гряду Шампейн-Касл с юга

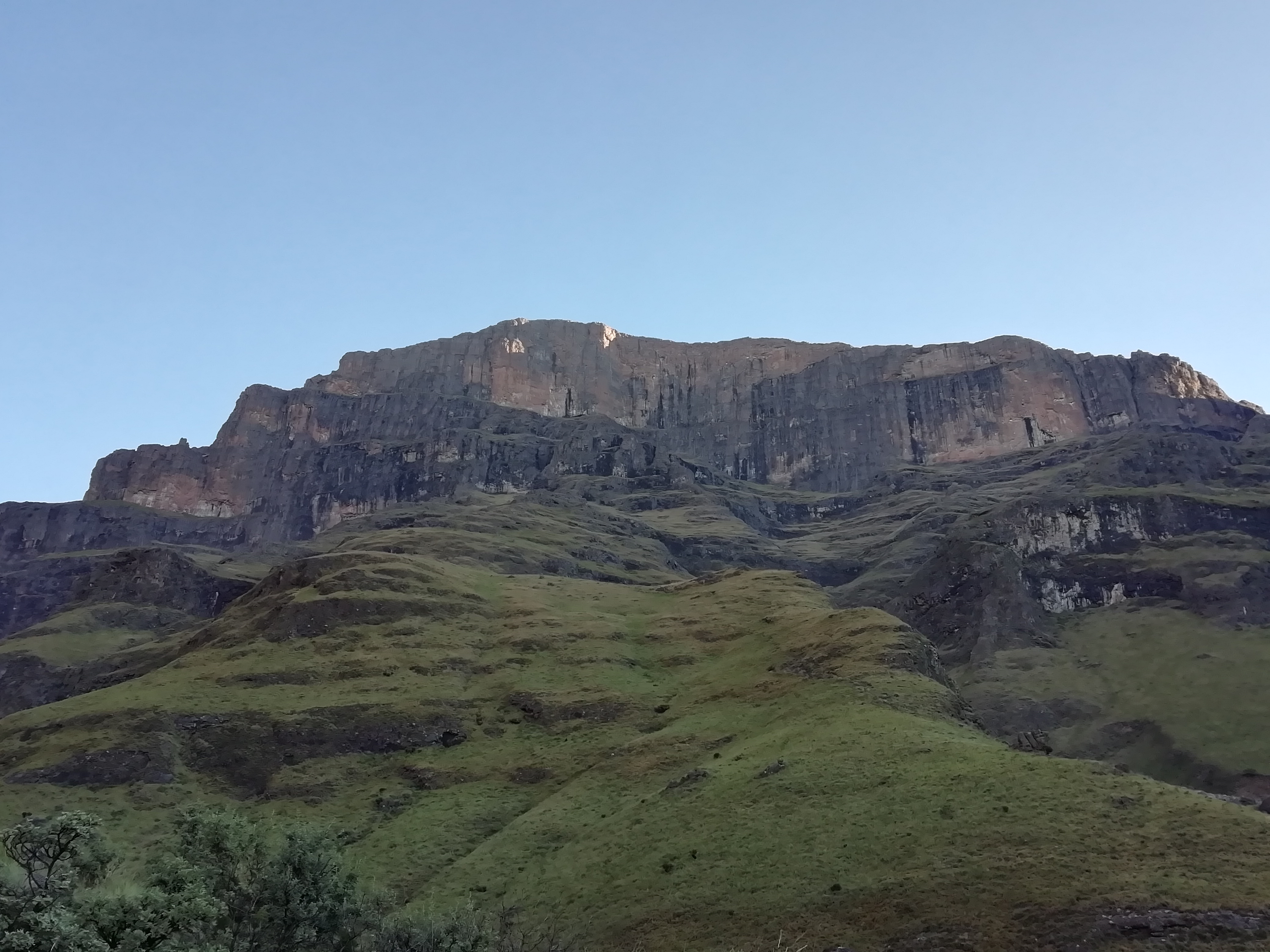
Шампейн-Касл. Вид от лагеря Кейт Буш.

Опытные туристы могут подняться на вершину за два дня. Туры обычно начинаются в лагере Монкс-Каул, ведут к подножию пика Кэткин, а оттуда по контурной тропе к лагерю Кейт Буш на реке Мхлвазини. Большинство туристов проводят там ночь. Восхождение на второй день происходит по очень крутому перевалу Грея, в конце которого находится вершинное плато.